# 羅瓦納 (加利福尼亞州)
羅瓦納（英語：Rovana）是位於美國加利福尼亞州因約縣的一個非建制地區。。

## 地理
羅瓦納的座標為37°24′46″N 118°36′55″W / 37.41278°N 118.61528°W，而該地的平均海拔高度為1567米（即5141英尺）。